# 东部省 (卢旺达)
东部省是卢旺达的五个省之一，首府卢瓦马加纳。东部省由原基本古省、乌姆塔拉省、基加利-恩加利省的大部份以及比温巴省的部份合并组成，2006年1月成立。该省与坦桑尼亚、乌干达、布隆迪接壤。
东部省下设7县。
1. ↑  Area Calculation (see below)
2. ↑  Citypopulation.de Population of Eastern Province